# Округ Пенингтон (Јужна Дакота)
Округ Пенингтон (енгл. Pennington County) је округ у америчкој савезној држави Јужна Дакота.

## Демографија
По попису из 2010. године број становника је 100.948, што је 12.383 (14,0%) становника више него 2000. године.
| Група             | 2000.          | 2010.          |
| Белци             | 75.797 (85,6%) | 82.438 (81,7%) |
| Афроамериканци    | 755 (0,9%)     | 1.050 (1,0%)   |
| Азијати           | 776 (0,9%)     | 1.052 (1,0%)   |
| Хиспаноамериканци | 2.341 (2,6%)   | 4.044 (4,0%)   |
| Укупно            | 88.565         | 100.948        |